# タル・ファーロウ
タル・ファーロウ（Tal Farlow、本名: Talmage Holt Farlow; タルメージ・ホルト・ファーロウ、1921年6月7日-1998年7月25日）はアメリカのジャズギタリスト。圧倒的なテクニックを持ち、主に1950年代に活躍した。

## 経歴
1923年6月7日にノースカロライナ州グリーンズボロに生まれる。マンドリンをたしなむ父親の影響で、9歳からマンドリンを弾き始めた。1940年にラジオから流れるベニー・グッドマン楽団のチャーリー・クリスチャンに触発されて、エレキギターを買い、クリスチャンのコピーを始める。
若年から始めた看板描きの仕事のかたわら、夜は地元のバンドに加わって演奏するうち、1943年からダーダネル・ケンブリッジのトリオに加わる。ニューヨークでチャーリー・パーカーらのビバップに衝撃を受けて1945年にダーダネルのトリオを辞め、いったん故郷へ帰る。
1947年に演奏稼動を再開し、バディ・デフランコやマージョリー・ハイアムズのバンド、マーシャル・グラント楽団で演奏した後、1949年にマンデル・ロウの後任としてレッド・ノーヴォ・トリオに参加。ノーヴォ・トリオでの演奏は注目を集めるようになる。トリオを辞めた後アーティ・ショウのコンボであるグラマショー・ファイヴに半年間在籍、その後自身のバンドを結成する。
1954年に初リーダー作『タル・ファーロウ・カルテット』を発表。同年『ザ・タル・ファーロウ・アルバム』、翌1955年に『インタープリテーションズ・オブ・タル・ファーロウ』、自己のトリオを結成してからは1956年に『タル』、『ザ・スウィンギング・ギター・オブ・タル・ファーロウ』を録音する。1958年には『ディス・イズ・タル・ファーロウ』を発表するも、この年に結婚を機に地元に戻り、演奏活動からは退いてしまう。
それから10年後の1968年のニューポート・ジャズ・フェスティバルで復帰。翌年に『ザ・リターン・オブ・タル・ファーロウ』を発表し、その後も地道に活動を続ける。1998年7月25日に食道ガンによりニューヨークで死去。満77歳没。

## プレイ・スタイル
巨大な手をいっぱいに広げて縦横無尽にフレーズを紡ぎ出す様は「オクトパス・ハンド」と呼ばれた。ダイナミックな跳躍を用い、それをさらに次々と連続させたロング・フレーズをハイ・スピードで演奏する。
楽譜が全く読めなかったと言われ、コードの知識も怪しかったとされるが、非常に音感に優れ、モダンなヴォイシングやコードワークを自在に操った。

## ディスコグラフィ

### ダーダネル・トリオ
- Gold Braid（1945年 Audiophile）

### レッド・ノーヴォ・トリオ
- Move!（1950年 サヴォイ）

### リーダー作
- 『タル・ファーロウ・カルテット』 - The Tal Farlow Quartet（1954年 ブルーノート）
- 『ザ・タル・ファーロウ・アルバム』 - The Tal Farlow Album（1954年 ノーグラン）
- 『ニューヨークの秋』 - Autumn in New York（1954年 ヴァーヴ）
- 『ジ・アーティストリー・オブ・タル・ファーロウ』 - The Artistry of Tal Farlow（1955年 ノーグラン）
- 『ジ・インタープリテーションズ・オブ・タル・ファーロウ』 The Interpretations of Tal Farlow（1955年 ノーグラン）
- 『ア・リサイタル・バイ・タル・ファーロウ』 A Recital by Tal Farlow（1955年 ノーグラン）
- Swing Guitars（1955年 ノーグラン）
- Poppin' and Burnin'（1955年 ヴァーヴ）
- Guitar Player（1974年 プレスティッジ）
- 『タル』 - Tal（1956年 ヴァーヴ）
- Metronome All-Stars（1956年 ヴァーヴ）
- 『ザ・スウィンギング・ギター・オブ・タル・ファーロウ』 - The Swinging Guitar of Tal Farlow（1957年 ヴァーヴ）
- 『ジス・イズ・タル・ファーロウ』 This is Tal Farlow（1958年 ヴァーヴ）
- The Guitar Artistry of Tal Farlow（1960年 ヴァーヴ）
- 『プレイ・ザ・ミュージック・オブ・ハロルド・アーレン』 - Tal Farlow Plays the Music of Harold Arlen（1960年 ヴァーヴ）
- 『ザ・リターン・オブ・タル・ファーロウ』 - The Return of Tal Farlow（1969年 プレスティッジ）
- Fuerst Set（1975年 ザナドゥ） ※1956年録音
- Trinity（1976年 CBSソニー）
- A Sign of the Times（1977年 コンコード）
- Second Set（1977年 ザナドゥ） ※1956年録音
- Tal Farlow '78（1978年 コンコード）
- On Stage（1981年 コンコード）
- Chromatic Palette（1981年 コンコード）
- Cookin' on all Burners（1983年 コンコード）
- The Legendary Tal Farlow（1985年 コンコード）
- All Strings Attached（1987年 JazzVisions）
- Standards Recital（1993年 FD Music）
- Project G-5: A Tribute to Wes Montgomery（1993年 Evidence Records）
- Jazz Masters 41 Tal Farlow（1995年 ヴァーヴ）
- Tal Farlow（1996年 Giants of Jazz）
- Chance Meeting（1997年 Guitarchives）
- Live at the Public Theatre（2000年 Productions A-Propos）
- Tal Farlow's Finest Hour（2001年 ヴァーヴ）
- Tal's Blues（2002年 Past Perfect）
- Two Guys with Guitars（2004年 Frozen Sky Records）
- The Complete Verve Tal Farlow Sessions（2004年 モザイク）

### サイドマンとしての参加作品
アーティ・ショウ
- 『言い出しかねて』 - I Can't Get Started...（1956年 ヴァーヴ）※1953年 - 1954年録音

オスカー・ペティフォード
- 『オスカー・ペティフォード・セクステット』 - Oscar Pettiford Sextet（1954年 ヴォーグ）

バディ・デフランコ
- 『スウィート・アンド・ラヴリー』 - Sweet and Lovely（1956年 ヴァーヴ）
- 『クッキング・ザ・ブルース』 - Cooking the Blues（1958年 ヴァーヴ）
- 『ザ・グレイト・エンカウンター』 - The Great Encounter（1977年 プログレッシヴ）
- Like Someone in Love（1980年 プログレッシヴ）

ソニー・クリス
- 『アップ・アップ・アンド・アウェイ』 - Up, Up and Away（1967年 プレスティッジ）